# Mahyla Roth
Mahyla Valeria Roth Benavides (San Ramón, Costa Rica; 13 de marzo de 1999) es una modelo, estudiante y reina de belleza costarricense. Fue coronada Miss Universe Costa Rica 2025 y representará a Costa Rica en la 74.ª edición de Miss Universo. Anteriormente, representó a su país en Miss International 2022, donde alcanzó el Top 15.

## Biografía
Mahyla Valeria Roth Benavides nació el 14 de marzo de 1999 en San Ramón, provincia de Alajuela, Costa Rica. A muy corta edad, su familia se trasladó a Cahuita, un pequeño pueblo costero en la provincia de Limón, conocido por su biodiversidad, fuerte identidad afrodescendiente y riqueza cultural. Allí creció en un entorno natural y multicultural, lo cual marcó profundamente su personalidad y visión de mundo.
Desde niña mostró interés por el arte escénico, el modelaje y los concursos de belleza. Participó en sus primeros certámenes infantiles a los ocho años, donde comenzó a destacar por su carisma y desenvolvimiento. Además, desarrolló habilidades artísticas como el canto, la danza afrocaribeña y la oratoria, actividades que le ayudaron a construir una sólida presencia escénica desde su niñez.
Durante su adolescencia, Mahyla enfrentó situaciones personales relacionadas con los estándares de belleza y la presión estética, lo que la llevó a atravesar un periodo difícil vinculado a trastornos alimenticios. No obstante, logró superar estas dificultades gracias al acompañamiento familiar y psicológico, y posteriormente decidió compartir su experiencia para sensibilizar a otras personas jóvenes sobre la importancia del amor propio y la salud mental.
En el ámbito académico, Mahyla cursó sus estudios secundarios en Limón, y más adelante se trasladó a San José para iniciar su formación universitaria. Se ha desempeñado como estudiante en áreas vinculadas con la comunicación, el turismo sostenible y el desarrollo humano, enfocándose en proyectos que fortalezcan la participación de mujeres jóvenes en procesos comunitarios.
La experiencia multicultural de su familia también ha sido significativa en su formación. Su padre, de origen suizo, le inculcó el valor de la disciplina y la apertura cultural, mientras que su madre, costarricense caribeña, le transmitió el amor por sus raíces afrodescendientes y la conexión con su comunidad. Gracias a ello, Mahyla domina tanto el español como el alemán suizo, y ha representado a Costa Rica en encuentros culturales de carácter internacional.
Además de su trayectoria en el modelaje, Roth ha trabajado como voluntaria en programas de educación ambiental, empoderamiento femenino y promoción de los derechos humanos en la región Caribe. Ha sido vocera de campañas locales enfocadas en la prevención del embarazo adolescente y la violencia de género, temas que considera prioritarios para el desarrollo social de su país.
La coronación de Mahyla como Miss Universe Costa Rica 2025 marcó un hito en su carrera, consolidándola como una de las figuras más destacadas en el panorama nacional de la belleza. Su elección fue ampliamente aclamada tanto por la crítica como por el público, al representar una imagen moderna, diversa y comprometida de la mujer costarricense.
En sus entrevistas tras la coronación, Mahyla ha manifestado su intención de utilizar su plataforma para visibilizar los desafíos que enfrentan las mujeres afrodescendientes y rurales en Costa Rica, promoviendo una visión inclusiva de la belleza y la representación cultural.

## Educación
Mahyla Roth inició sus estudios primarios en una escuela pública de Cahuita, Limón, donde destacó por su participación en actividades culturales, actos cívicos y concursos escolares. Su interés por la comunicación, el arte y los idiomas se manifestó desde temprana edad.
Cursó la educación secundaria en un colegio técnico de la región Caribe, donde se especializó en turismo sostenible, una de las principales actividades económicas de la zona. Durante estos años, participó en ferias científicas, proyectos ambientales y talleres de liderazgo juvenil organizados por instituciones locales.
Posteriormente, se trasladó a San José para continuar su formación universitaria. Ingresó a una universidad privada costarricense donde estudia actualmente la carrera de **Comunicación con énfasis en medios digitales**, con el objetivo de combinar su vocación social con su experiencia en el modelaje y la representación pública. Como parte de su formación, ha realizado cursos complementarios en expresión oral, liderazgo femenino y gestión de redes sociales.
Además, debido a su ascendencia paterna, Mahyla ha tenido acceso a formación intercultural, aprendiendo alemán suizo y participando en intercambios educativos de corta duración con instituciones europeas. Esta preparación le ha permitido comunicarse en varios idiomas y proyectar una imagen internacional durante su participación en certámenes de belleza.

## Trayectoria en certámenes de belleza
| Año  | Certamen                      | Resultado                   | Lugar               |
| ---- | ----------------------------- | --------------------------- | ------------------- |
| 2023 | Miss Caribe Costa Rica        | Finalista                   | Costa Rica          |
| 2022 | Miss International Costa Rica | Ganadora / Designada        | Costa Rica          |
| 2022 | Miss International            | Top 9 semifinalista         | Tokio, Japón        |
| 2025 | Miss Universe Costa Rica      | Ganadora / Mejor sonrisa    | Heredia, Costa Rica |
| 2025 | Miss Universo (74.ª edición)  | Representante de Costa Rica | Tailandia (próximo) |

## Proyectos sociales
Desde hace más de seis años lidera un proyecto denominado Working Together Costa Rica, centrado en educación y cambio climático, alineado con los Objetivos de Desarrollo Sostenible.
Durante el certamen, compartió su experiencia personal relacionada con trastornos alimenticios y promovió mensajes sobre autoestima, salud mental y aceptación corporal.

## Vida personal
Mahyla mantiene desde hace tres años una relación con el reconocido presentador de televisión Rafa Pérez Zárate. A lo largo de este tiempo, ha contado con el respaldo incondicional de su familia, en especial de sus padres, Peter Roth y Estela Benavides, así como de su hermano Samuel Roth, quienes han acompañado de cerca su proceso de preparación para obtener la corona. Del mismo modo, la familia de su pareja también ha sido un pilar fundamental, brindándole apoyo y cercanía, lo que ha enriquecido aún más su entorno de acompañamiento y fortaleza personal.